# Аргентина на зимових Олімпійських іграх 1964
Аргентина на зимових Олімпійських іграх 1964 року, які проходили в австрійському Інсбруку, була представлена 11 спортсменами (10 чоловіками та однією жінкою) у трьох видах спорту: гірськолижний спорт, бобслей та санний спорт.
Аргентина вп'яте взяла участь у зимовій Олімпіаді. Аргентинські спортсмени не здобули жодної медалі.

## Бобслей
| След  | Спортсмени                                                        | Дисципліна | Спуск 1 | Спуск 1 | Спуск 2 | Спуск 2 | Спуск 3 | Спуск 3 | Спуск 4 | Спуск 4 | Разом   | Разом |
| След  | Спортсмени                                                        | Дисципліна | Час     | Місце   | Час     | Місце   | Час     | Місце   | Час     | Місце   | Час     | Місце |
| ----- | ----------------------------------------------------------------- | ---------- | ------- | ------- | ------- | ------- | ------- | ------- | ------- | ------- | ------- | ----- |
| ARG-1 | Ектор Томасі Фернандо Родрігес                                    | двійки     | 1:07.59 | 16      | 1:09.20 | 19      | 1:07.36 | 14      | 1:07.72 | 15      | 4:31.87 | 18    |
| ARG-2 | Роберто Хосе Бордо Ернан Аготе                                    | двійки     | 1:10.15 | 21      | 1:08.45 | 17      | 1:11.33 | 19      | 1:10.26 | 19      | 4:40.19 | 19    |
| ARG-1 | Ектор Томася Карлос Альберто Томасі Ернан Аготе Фернандо Родрігес | четвірки   | 1:05.74 | 17      | 1:06.08 | 18      | 1:07.07 | 17      | 1:06.62 | 17      | 4:25.51 | 16    |

## Гірськолижний спорт
| Спортсмен            | Дисципліна                   | Спуск   | Спуск |
| Спортсмен            | Дисципліна                   | Час     | Місце |
| -------------------- | ---------------------------- | ------- | ----- |
| Хорхе Абелардо Ейрас | швидкісний спуск, чоловіки   | 4:34.51 | 76    |
| Педро Клемпа         | швидкісний спуск, чоловіки   | 2:47.07 | 64    |
| Карлос Пернер        | гігантський слалом, чоловіки | 2:19.25 | 63    |
| Освальдо Анкінас     | гігантський слалом, чоловіки | 2:15.06 | 57    |
| Педро Клемпа         | гігантський слалом, чоловіки | 2:12.88 | 52    |
| Хорхе Абелардо Ейрас | гігантський слалом, чоловіки | 2:08.38 | 43    |

| Спортсмен            | Дисципліна       | Кваліфікація | Кваліфікація | Кваліфікація | Кваліфікація | Фінал      | Фінал      | Фінал      | Фінал      | Фінал      | Фінал      |
| Спортсмен            | Дисципліна       | Час 1        | Місце        | Час 2        | Місце        | Час 1      | Місце      | Час 2      | Місце      | Разом      | Місце      |
| -------------------- | ---------------- | ------------ | ------------ | ------------ | ------------ | ---------- | ---------- | ---------- | ---------- | ---------- | ---------- |
| Педро Клемпа         | слалом, чоловіки | DNF          | –            | DNF          | –            | не пройшов | не пройшов | не пройшов | не пройшов | не пройшов | не пройшов |
| Хорхе Абелардо Ейрас | слалом, чоловіки | DNF          | –            | 1:04.57      | 41           | не пройшов | не пройшов | не пройшов | не пройшов | не пройшов | не пройшов |
| Мануель Мена         | слалом, чоловіки | 1:25.60      | 79           | 1:15.88      | 51           | не пройшов | не пройшов | не пройшов | не пройшов | не пройшов | не пройшов |
| Освальдо Анкінас     | слалом, чоловіки | 1:04.63      | 53           | 1:04.35      | 39           | не пройшов | не пройшов | не пройшов | не пройшов | не пройшов | не пройшов |

| Спосртсмен             | Дисципліна                | Спуск 1 | Спуск 1 | Спуск 2 | Спуск 2 | Разом   | Разом |
| Спосртсмен             | Дисципліна                | Час     | Місце   | Час     | Місце   | Час     | Місце |
| ---------------------- | ------------------------- | ------- | ------- | ------- | ------- | ------- | ----- |
| Марія Крістіна Швайзер | гігантський слалом, жінки |         |         |         |         | 2:19.81 | 42    |
| Марія Крістіна Швайзер | слалом, жінки             | 53.43   | 28      | 58.45   | 25      | 1:51.88 | 24    |

## Санний спорт
| Спосртсмен     | Спуск 1 | Спуск 1 | Спуск 2 | Спуск 2 | Спуск 3 | Спуск 3 | Спуск 4 | Спуск 4 | разом | разом |
| Спосртсмен     | Час     | Місце   | Час     | Місце   | Час     | Місце   | Час     | Місце   | Час   | Місце |
| -------------- | ------- | ------- | ------- | ------- | ------- | ------- | ------- | ------- | ----- | ----- |
| Матіас Стіннес | n/a     | ?       | n/a     | ?       | DNF     | –       | –       | –       | DNF   | –     |